# سامی ادجی (بازیکن فوتبال، زاده ۱۹۸۰)
سامی ادجی (انگلیسی: Sammy Adjei؛ زادهٔ ۱ سپتامبر ۱۹۸۰) یک بازیکن فوتبال اهل غنا است.
وی همچنین در تیم ملی فوتبال غنا بازی کرده‌است.